# Rik De Voest
Rik De Voest (Milano, 5 giugno 1980) è un ex tennista sudafricano.

## Statistiche

### Doppio

#### Vittorie (2)
| Legenda                                                           |
| Grande Slam (0)                                                   |
| Tennis Masters Cup (0) / ATP World Tour Finals (0)                |
| Masters Series (0) / ATP World Tour Master 1000 (0)               |
| ATP International Series Gold (0) / ATP World Tour 500 Series (1) |
| ATP International Series (1) / ATP World Tour 250 Series (0)      |

| Numero | Data              | Torneo                            | Superficie | Compagno         | Avversari in finale          | Punteggio           |
| 1.     | 16 settembre 2007 | China Open, Pechino               | Cemento    | Ashley Fisher    | Chris Haggard Lu Yen-hsun    | 6(3)–7, 6-0, [10-6] |
| 2.     | 28 febbraio 2009  | Dubai Tennis Championships, Dubai | Cemento    | Dmitrij Tursunov | Robert Lindstedt Martin Damm | 4–6, 6–3, [10–5]    |

#### Finali perse (1)
| Legenda                                                           |
| Grande Slam (0)                                                   |
| Tennis Masters Cup (0) / ATP World Tour Finals (0)                |
| Masters Series (0) / ATP World Tour Master 1000 (0)               |
| ATP International Series Gold (0) / ATP World Tour 500 Series (0) |
| ATP International Series (2) / ATP World Tour 250 Series (0)      |

| Numero | Data            | Torneo                       | Superficie | Compagno      | Avversari in finale         | Punteggio            |
| 1.     | 8 febbraio 2009 | SA Tennis Open, Johannesburg | Cemento    | Ashley Fisher | James Cerretani Dick Norman | 7–6(7), 2-6, [12-14] |

### Tornei minori

#### Vittorie (11)
| Legenda tornei minori |
| Challengers (5)       |
| Futures (6)           |

| Numero | Data              | Torneo                                                           | Superficie     | Avversario in finale | Punteggio           |
| 1.     | 3 giugno 2001     | South Africa Durban Futures, Pretoria                            | Cemento        | W.P. Meyer           | 6-1, 6-1            |
| 2.     | 10 giugno 2001    | South Africa Durban Futures, Johannesburg                        | Cemento        | Raven Klaasen        | 7–6(4), 6(3)–7, 6-3 |
| 3.     | 8 settembre 2002  | Tunisia El Menzah Futures, El Menzah                             | Cemento        | Rodolphe Cadart      | 6-2, 6-1            |
| 4.     | 15 settembre 2002 | ITF Future Casino de Bagnères, Bagnères-de-Bigorre               | Cemento        | Rodolphe Cadart      | 7–6(3), 5-7, 7–6(4) |
| 5.     | 21 marzo 2004     | Uncle Toby's International in Devonport, Devonport               | Cemento        | Juan Pablo Brzezicki | 6-3, 7–6(5)         |
| 6.     | 22 marzo 2005     | Challenger DCNS de Cherbourg, Cherbourg                          | Cemento indoor | Nicolas Mahut        | 7-5, 6-2            |
| 7.     | 17 ottobre 2005   | Natomas Men's Professional Tennis Tournament, Sacramento         | Cemento        | Phillip Simmonds     | 3-6, 6-3, 6-4       |
| 8.     | 1º maggio 2006    | Abierto Internacional Varonil Club Casablanca, Città del Messico | Cemento        | Glenn Weiner         | 7–6(2), 7–6(2)      |
| 9.     | 7 agosto 2006     | Vancouver Open, Vancouver                                        | Cemento        | Amer Delić           | 7–6(4), 6-2         |
| 10.    | 29 marzo 2010     | Challenger Banque Nationale, Rimouski                            | Cemento        | Tim Smyczek          | 6-0, 7-5            |
| 11.    | 17 maggio 2010    | India New Delhi Futures, Nuova Delhi                             | Cemento        | Karan Rastogi        | 7-5, 6-2            |

#### Finali perse (11)
| Legenda tornei minori |
| Challengers (7)       |
| Futures (4)           |

| Numero | Data              | Torneo                                          | Superficie     | Avversario in finale | Punteggio        |
| 1.     | 11 luglio 1999    | Indonesia Jakarta Futures, Giacarta             | Cemento        | Yong-Il Yoon         | 6(6)–7, 5-7      |
| 2.     | 30 settembre 2001 | Internazionali di Tennis di Cagliari, Selargius | Terra rossa    | Thomas Blake         | 4-6, 4-6         |
| 3.     | 10 aprile 2002    | Uncle Tobys International in Burnie, Burnie     | Cemento        | Jaymon Crabb         | 4-6, 6-1, 3-6    |
| 4.     | 5 maggio 2002     | Uzbekistan Andijan Futures, Namangan            | Cemento        | Rodolphe Cadart      | 3-6, 6-3, 2-6    |
| 5.     | 1º dicembre 2002  | Abierto de Puebla, Puebla                       | Cemento        | Alex Bogomolov Jr.   | 6(2)–7, 3-6      |
| 6.     | 9 gennaio 2006    | Internationaux de Nouvelle-Calédonie, Numea     | Cemento        | Gilles Simon         | 2-6, 7-5, 2-6    |
| 7.     | 29 gennaio 2007   | South African Airways Open, Durban              | Cemento        | Mathieu Montcourt    | 7-5, 3-6, 2-6    |
| 8.     | 9 aprile 2007     | Tallahassee Tennis Challenger, Tallahassee      | Cemento        | Jo-Wilfried Tsonga   | 1-6, 4-6         |
| 9.     | 20 aprile 2009    | Soweto Open, Johannesburg                       | Cemento        | Fabrice Santoro      | 5-7, 4-6         |
| 10.    | 18 aprile 2011    | Soweto Open, Johannesburg                       | Cemento        | Izak Van der Merwe   | 7–6(2), 5-7, 3-6 |
| 11.    | 21 novembre 2011  | JSM Challenger of Champaign-Urbana, Champaign   | Cemento indoor | Alex Kuznetsov       | 1-6, 3-6         |